# Conflit russo-tchétchène
Pour les articles homonymes, voir Guerres en Tchétchénie.
Conflits post-soviétiques
Le conflit russo-tchétchène (russe : Чеченский конфликт ; tchétchène : Нохчийн-Оьрсийн дов, Noxçiyn-Örsiyn dov) est le conflit séculaire, souvent armé, entre les gouvernements successifs russe, soviétique et impérial russe et diverses forces tchétchènes. La phase la plus récente du conflit commence après l’effondrement de l'Union soviétique en 1991 et dure sporadiquement jusqu'en 2017.
Les hostilités formelles en Tchétchénie remontent à 1785, bien que des éléments du conflit remontent à beaucoup plus loin,. L'Empire russe montre initialement peu d'intérêt pour le Caucase du Nord, territoire que l'empire utilise principalement comme voie de communication vers son allié, le royaume de Kartl-Kakhétie (Géorgie orientale) et ses ennemis, les empires perse et ottoman, mais les tensions croissantes déclenchées par les activités russes dans la région entraîne un soulèvement des Tchétchènes contre la présence russe en 1785, suivi de nouveaux affrontements et du déclenchement de la guerre du Caucase en 1817. La Russie gagne officiellement contre l'Imamat en 1864 et parvient à vaincre les forces tchétchènes qu'en 1877.
Pendant la guerre civile russe, les Tchétchènes et d'autres nations caucasiennes vivent dans l'indépendance pendant quelques années avant d'être soviétisés en 1921. En 1944, sur la base d'allégations douteuses de collaboration généralisée avec l'avancée des forces allemandes, la nation tchétchène fut déportée en Asie centrale.
Les conflits les plus récents entre les gouvernements tchétchène et russe commencent dans les années 1990. Lors de la désintégration de l'Union soviétique, les Tchétchènes déclarent leur indépendance en 1991. À la fin de 1994, la première guerre de Tchétchénie éclate et après deux ans de combats, les forces russes se retirent de la région en décembre 1996. En 1999, les combats reprennent, entraînant un nouveau conflit armé majeur, faisant un grand nombre de victimes des deux côtés. Lors du conflit, une vaste destruction de la capitale tchétchène a lieu lors de la bataille de Grozny en 1999. L'armée russe établit le contrôle de la Tchétchénie fin avril 2000, mettant fin à la phase de combat majeure de la guerre, l'insurrection et les hostilités se poursuivant pendant plusieurs années,,. La fin de ce conflit est officiellement proclamée en 2017,,. Des volontaires tchétchènes du côté de l'Ukraine sont actuellement impliqués dans la lutte contre l'invasion russe de l'Ukraine depuis 2022.

## Origines
Le Caucase du Nord, une région montagneuse qui comprend la Tchétchénie, s'étend ou se trouve à proximité d'importantes routes commerciales et de communication entre la Russie et le Moyen-Orient, dont le contrôle est disputé par diverses puissances depuis des millénaires. L'entrée de la Russie dans la région suit la conquête par le tsar Ivan le Terrible du khanat de Kazan, du khanat d'Astrakhan et de la Horde d'or en 1556, lançant une longue lutte pour le contrôle des routes du Caucase du Nord avec d'autres puissances contemporaines, dont la Perse, l'Empire ottoman et le Khanat de Crimée.
Au XVIe siècle, le tsarisme russe tente de d'élargir son influence dans le Caucase du Nord en s'alliant à des princes locaux tels que Temryuk Idar de Kabardie et Shikh-Murza Okotsky de Tchétchénie. Temryuk contrôle le Caucase du Nord-Ouest et, avec l'aide de la Russie, il réussit à conjurer les incursions de Crimée. Le Caucase du Nord-Est est largement contrôlé par les princes Shamkhal, les khans Avars et le puissant seigneur d'Okotsk (une entité féodale tchétchène), le prince Shikh dont l'influence atteint tout le Caucase du Nord-Est. Ces princes ont acheté des armes et installé des cosaques russes près du fleuve Terek pour renforcer leur domination et leur influence. Le prince Shikh Okotsky dispose dans son armée d'environ 500 cosaques combinés à 1 000 Okocheni (les Tchétchènes d'Aukh), et mènent souvent des campagnes anti-iraniennes et anti-ottomanes au Daghestan.
La politique du prince Shikh donne au tsarisme russe une plus grande influence dans le Caucase du Nord-Est, plusieurs forts russes sont installés le long du fleuve Terek (dont le fief de Tarki) et des villages cosaques. Avant cela, les cosaques n'avaient presque aucune présence en Tchétchénie et au Daghestan. Ces villages et forts amènent les Tchétchènes à se méfier du prince Shikh puisque des forts ont été construits sur des pâturages appartenant aux Tchétchènes. Les Michkizi (Tchétchènes des basses terres) et une partie des Okoki (une tribu tchétchène d'Aukh) fidèles au mollah tchétchène Maïda rejoignent le prince Koumyks Sultan-Mut, qui s'est longtemps allié aux Tchétchènes vivant au sud de l'interfluve Terek-Soulak. Sultan-Mout est d'abord opposé à la politique russe dans le Caucase, et, en compagnie des Tchétchènes, des Koumyks et des Avars, combat les cosaques russes et incendié leurs forts. Le tsar russe réplique en mettant en œuvre des expéditions militaires au Daghestan. Ces deux expéditions aboutissent à une défaite russe lors de la bataille du champ de Karaman où une armée daghestanaise-tchétchène du Sultan-Mut triomphe sur l'armée russe. Ces expéditions et batailles ratées par la Russie conduisent à l'affaiblissement du prince Shikh et à son assassinat en 1596 par l'un des frères de Sultan-Mut,.
Sultan-Mut poursuit une politique anti-russe au début du XVIIe siècle il lui arrive parfois de vivre parmi les Tchétchènes en attaquant conjointement les cosaques russes.
En 1774, la Russie prend le contrôle de la région de l'Ossétie et le col de Darial stratégiquement important, des Ottomans. Quelques années plus tard, en 1783, la Russie signe le traité de Gueorguievsk avec Héraclius II du royaume de Kartl-Kakhétie, faisant du royaume géorgien oriental – une enclave chrétienne entourée d'États musulmans hostiles – un protectorat russe. Pour remplir ses obligations en vertu du traité, Catherine la Grande, impératrice de Russie, annonce la construction de la route militaire géorgienne à travers le col de Darial, ainsi qu'une série de forts militaires pour protéger la route. Ces activités, cependant, contrarient les Tchétchènes, qui voient les forts à la fois comme un empiétement sur leurs territoires traditionnels des montagnards et comme une menace potentielle.

## Conflit tchétchène avec l'Empire russe

### Soulèvement de Cheikh Mansour et conséquences, 1785–1794
À cette époque, Cheikh Mansour, un imam tchétchène, commence à prêcher une version purifiée de l'islam et à encourager les différents peuples montagnards du Caucase du Nord à s'unir sous la bannière de l'islam afin de se protéger de nouveaux empiétements étrangers. Ses activités sont considérées par les Russes comme une menace pour leurs propres intérêts dans la région et, en 1785, une force est envoyée pour le capturer. Ne voyant aucune trace de celui-ci, la force russe brûle son village natal inoccupé à la place, avant d'être prise en embuscade par les partisans de Mansour lors de son voyage de retour et anéantie, déclenchant la première guerre russo-tchétchène. Le conflit dura plusieurs années, Mansour employant principalement des tactiques de guérilla et les Russes menant de nouveaux raids punitifs sur les villages tchétchènes, jusqu'à la capture de Mansour en 1791. Il meurt en captivité en 1794.

### Guerres du Caucase et de Crimée, 1817-1864
Après la défaite russe des forces napoléoniennes françaises lors de la guerre de 1812, le tsar Alexandre Ier tourne à nouveau son attention vers le Caucase du Nord, affectant l'un de ses généraux les plus célèbres, Alexis Iermolov, à la conquête de la région. En 1817, les forces russes sous le commandement de Iermolov se sont lancées dans la conquête du Caucase. Les tactiques brutales de Iermolov, qui comprennent la guerre économique, la punition collective et les déportations forcées, rencontrent d'abord du succès, mais sont décrites comme contre-productives puisqu'elles mettront effectivement fin à l'influence russe sur la société et la culture tchétchènes et assureront l'inimitié durable des Tchétchènes. Iermolov n'est relevé de ses fonctions qu'en 1827.

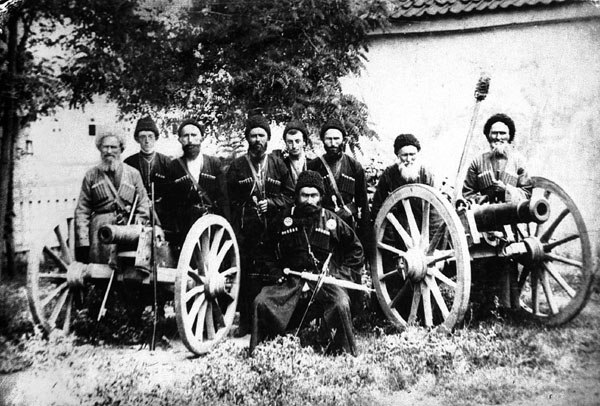
Artilleurs tchétchènes.

Un tournant dans le conflit est marqué en 1828 avec l'émergence du mouvement mouridisme, dirigé par l'Imam Chamil, un Avar du Daghestan. En 1834, il réunit les nations du Caucase du Nord-Est sous l'islam et déclare la « guerre sainte » à la Russie. En 1845, les forces de Chamil encerclent et tuent des milliers de soldats russes et plusieurs généraux lors de la bataille de Dargo, les forçant à battre en retraite.
Pendant la guerre de Crimée de 1853-1856, les Tchétchènes soutiennent l'Empire ottoman contre la Russie. Cependant, les conflits tribaux internes affaiblissent Chamil et il est capturé en 1859. La guerre se termine officiellement en 1862 lorsque la Russie promet l'autonomie pour les tchétchènes et d'autres groupes ethniques Caucasiens. Cependant, la Tchétchénie et la région environnante, y compris le nord du Daghestan, sont incorporées à l'Empire russe sous le nom d'oblast du Terek. Certains Tchétchènes perçoivent la reddition de Chamil comme une trahison, créant ainsi des frictions entre les Daghestanais et les Tchétchènes dans ce conflit, les Daghestanais étant fréquemment accusés par les Tchétchènes de collaborateurs russes.

## Guerre civile russe et période soviétique
Après la révolution russe, les peuples du Caucase du Nord viennent établir la république montagnarde du Caucase du Nord. L'état existe jusqu'en 1921, date à laquelle la population est contrainte d'accepter le régime soviétique. Joseph Staline mène personnellement des négociations avec les dirigeants caucasiens en 1921 et leur promet une large autonomie à l'intérieur de l'État soviétique. La république socialiste soviétique autonome de la Montagne est créée cette année-là, mais ne dure que jusqu'en 1924, date de son abolition, et six républiques sont créées. La république socialiste soviétique autonome de Tchétchénie-Ingouchie est créée en 1934. Des affrontements entre les Tchétchènes et le gouvernement soviétique éclatent à la fin des années 1920 lors de la collectivisation. Le conflit décline au milieu des années 1930 après l'arrestation ou la mort de dirigeants locaux. L'insurrection tchétchène de 1932 éclate au début de 1932 et est vaincu en mars.

### Nettoyage ethnique des Tchétchènes

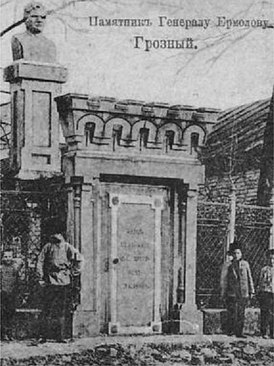
Statue d'Alexis Iermolov à Grozny avec une de ses citations en référence aux Tchétchènes : « Il n'y a pas de peuple plus vil et insidieux sous le soleil ». La statue est rétablie en 1949, quatre ans après le nettoyage ethnique des Tchétchènes, et y restera jusqu'en 1989. Dans les temps modernes, Iermolov est accusé de génocide,.

L'Allemagne nazie envahit l'Union soviétique en juin 1941. L'historiographie soviétique accuse à tort les Tchétchènes d'avoir rejoint la Wehrmacht en masse, bien que cette notion ne soit acceptée dans aucune autre instance académique. L'historiographie russe moderne elle-même admet également que ces accusations sont peu fondées. En janvier 1943, la retraite allemande débute, tandis que le gouvernement soviétique commence à discuter de la déportation des Tchétchènes et des Ingouches loin du Caucase du Nord, malgré le fait que ces peuples ont servi dans l'armée rouge comme n'importe quelle autre nation de l'Union soviétique. En février 1944, sous le commandement direct de Lavrenti Beria, près d'un demi-million de Tchétchènes et d'Ingouches sont expulsés de leurs foyers et installés de force en Asie centrale dans un acte de nettoyage ethnique. Ils sont placés dans des camps de travaux forcés au Kazakhstan et en Kirghizie. Les estimations des pertes vont de 170 000 à 200 000, certaines preuves indiquent également la mort de plus de 400 000 personnes. Les victimes sont principalement mortes d'hypothermie et de la famine, bien plusieurs massacres ont eu lieu. Le plus notable d'entre-eux est le massacre de Khaïbakh, au cours duquel environ 700 enfants, personnes âgées et femmes tchétchènes sont enfermés dans une grange et brûlés vifs, apparemment en raison de problèmes de transport. Mikhaïl Gvishiani, l'officier responsable du massacre est félicité et décoré d'une médaille par Lavrenti Beria lui-même. Une résolution du Parlement européen de 2004 déclare la déportation comme un acte génocidaire,,.

### Affrontements ethniques (1958-1965)
En 1957, les Tchétchènes sont autorisés à rentrer chez eux. La république socialiste soviétique autonome de Tchétchénie-Ingouchie est rétablie. La violence commence en 1958, lors d'un conflit entre un marin russe et un jeune ingouche au sujet d'une fille, dans lequel le Russe est mortellement blessé. L'incident se détériore rapidement en émeutes ethniques de masse, alors que des foules slaves attaquent des Tchétchènes et des Ingouches et pillent leurs biens dans toute la région pendant quatre jours. Les affrontements ethniques se poursuivront dans les années 1960 et, en 1965, quelque 16 affrontements sont signalés, faisant 185 blessés graves, dont 19 mortels. À la fin de 1960, la région atteint l’accalmie fragile et le conflit russo-tchétchène atteint son point le plus bas jusqu'à la dissolution de l'Union soviétique et l'éruption des guerres de Tchétchénie en 1990.

## L'ère post-soviétique

### Guerres de Tchétchénie

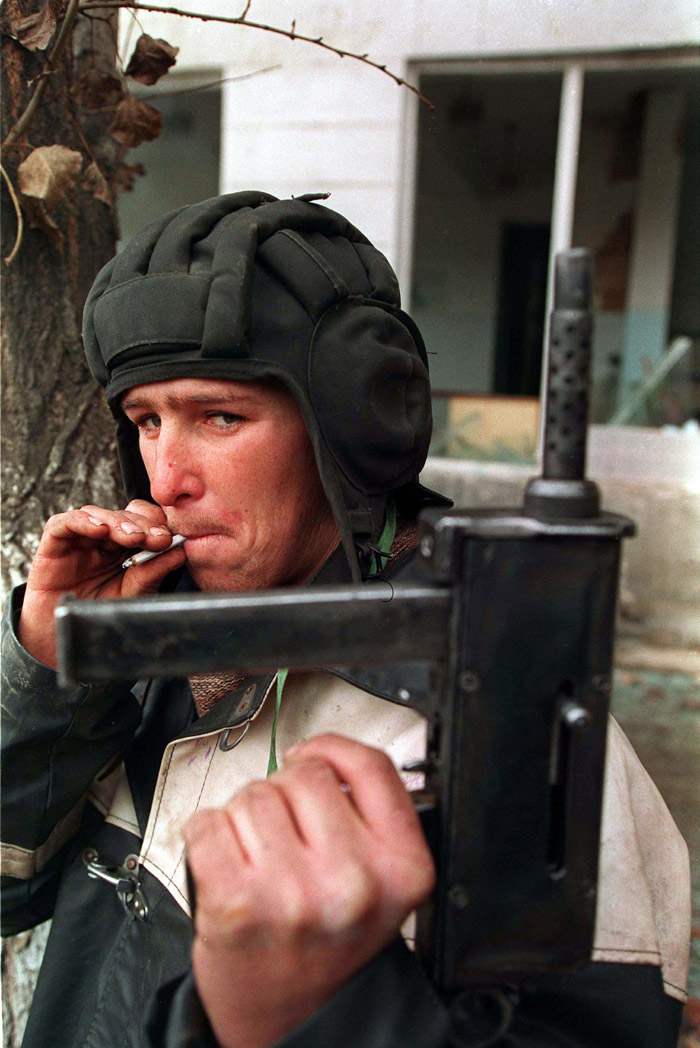
Un combattant tchétchène équipé d'une mitraillette Borz, 1995.

En 1991, la Tchétchénie déclare son indépendance en tant que république tchétchène d'Itchkérie. Selon certaines sources, de 1991 à 1994, des dizaines de milliers de personnes d'origine ethnique non tchétchène (principalement des Russes, des Ukrainiens et des Arméniens) quittent la république au milieu de rapports faisant état de violences et de discrimination à l'encontre de la population non tchétchène,. D'autres sources n'identifient pas le déplacement comme un facteur important dans les événements de la période, se concentrant plutôt sur la détérioration de la situation intérieure en Tchétchénie, la politique agressive du président tchétchène, Djokhar Doudaïev et les ambitions politiques intérieures du président russe Boris Eltsine. Les forces armées russes pénètrent dans Grozny en 1994, mais après deux ans de combats intenses, les troupes russes se retirent finalement de la capitale et de la Tchétchénie en vertu des accords de Khassaviourt. La Tchétchénie conserve son indépendance de facto jusqu'à ce que la deuxième guerre éclate en 1999.
En 1999, les forces gouvernementales russes lancent une campagne anti-terroriste en Tchétchénie, en réponse à l'invasion du Daghestan par les forces islamiques basées en Tchétchénie. Au début de 2000, la Russie détruit quasi-complètement la ville de Grozny et réussit à placer la Tchétchénie sous le contrôle direct de Moscou à la fin avril.

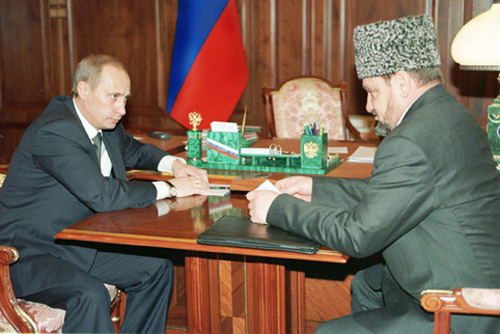
Akhmad Kadyrov (à droite), ancien grand mufti séparatiste, ayant changé de camp en 2000.

### Insurrection tchétchène
Depuis la fin de la seconde guerre tchétchène en mai 2000, l'insurrection à une échelle plus basse se poursuit, en particulier en Tchétchénie, en Ingouchie et au Daghestan. Les forces de sécurité russes réussissent à éliminer certains de leurs chefs, comme Chamil Bassaïev, tué le 10 juillet 2006. Après la mort de Bassaïev, Dokou Oumarov prend la direction des forces rebelles en Ciscaucasie jusqu'à sa mort, due à un empoisonnement, en 2013.
Les islamistes de Tchétchénie et d'autres républiques du Caucase du Nord sont accusés d'un certain nombre d'attaques terroristes dans toute la Russie, notamment les attentats à la bombe contre des appartements russes en 1999, la crise des otages du théâtre de Moscou en 2002, la prise d'otages de l'école de Beslan en 2004, les attentats à la bombe du métro de Moscou en 2010 et l'attentat à la bombe de l'aéroport international de Domodedovo en 2011.
Actuellement, la Tchétchénie est désormais sous le règne de son dirigeant nommé par la Russie, Ramzan Kadyrov. Bien que la région riche en pétrole mantient une stabilité relative sous Kadyrov, celui-ci est visé par des critiques, des citoyens l'accusant de supprimer la liberté de la presse et de violer de nombreux droits politiques et humains. En raison de cette domination russe continue, des attaques de guérilla mineures ont lieu par des groupes séparatistes dans la région. Ajoutant encore à la tension, des groupes djihadistes alignés sur l'État islamique et Al-Qaïda existent dans la région.
Bien que l'insurrection entre le gouvernement russe et les militants tchétchènes ait pris fin en 2017, l'élimination des militants se poursuivra par la suite.

## En dehors de la Russie
Le conflit entre Tchétchènes et Russes se voit également hors de la frontière russe. Pendant la guerre civile syrienne, les combattants tchétchènes qui restent fidèles à l'ancienne république tchétchène d'Itchkérie et les islamistes tchétchènes radicaux ont également combattu l'armée russe et son allié Bachar el-Assad en Syrie, avec le désir de renverser le gouvernement d'Assad et de le remplacer par un gouvernement plus sympathisant avec la Tchétchénie,.
En 2014, de nombreux Tchétchènes anti-russes se portent volontaires pour combattre dans la guerre du Donbass contre la Russie et les forces séparatistes russes du Donbass dans le cadre des bataillons de volontaires ukrainiens, formant les bataillons Cheikh Mansour et Djokhar Doudaïev. Les Tchétchènes pro-ukrainiens voient la guerre russo-ukrainienne comme une contribution à la lutte anti-russe plus large. Les forces tchétchènes fidèles à Kadyrov sont présentes à la fois lors de l'annexion russe de la Crimée et de la guerre qui suivra dans le Donbass.
La Tchétchénie a une implication significative dans l'invasion russe de l'Ukraine en 2022, les Kadyrovtsy pro-russes de Tchétchénie sont déployés en Ukraine pour renforcer les forces russes. Des sources occidentales décrivent le déploiement des Kadyrovtsy tchétchènes comme « tirant parti de la présence même de soldats tchétchènes en Ukraine comme une arme psychologique contre les Ukrainiens », tandis que les bataillons de volontaires ukrainiens tchétchènes reprennent leur combat contre les forces russes.
Le 23 août 2019, Zelimkhan Khangoshvili, ancien commandant militaire de la république tchétchène d'Itchkérie pendant la seconde guerre tchétchène, est assassiné dans un parc de Berlin par un membre présumé du GRU russe. Le chef de la république tchétchène, Ramzan Kadyrov, est soupçonné d'avoir ordonné l'assassinat de Khangoshvili.

## Pertes humaines
Le nombre exact de victimes tchétchènes de ce conflit est difficile à déterminer en raison du manque de registres et de la longue période des affrontements. Une source indique qu'au moins 60 000 Tchétchènes ont été tués au cours de la première et de la seconde guerre de Tchétchénie dans les années 1990 et 2000. Les estimations élevées de ces deux guerres varient, mais s'étalent entre 150 000 à 160 000 tués selon Taus Djabraïlov, chef du Parlement intérimaire de Tchétchénie.